# Rome City
Rome City è un comune degli Stati Uniti d'America, situato nello Stato dell'Indiana, nella contea di Noble.

## Geografia fisica
Secondo lo United States Census Bureau ha un'area di 5.57km2 di cui 3.00 km2 di terra e 2.57 di acqua. Perla città passa l'Indiana State Road 9. Nelle vicinanze si trova il Sylvan Lake.

## Storia
La cittadina nacque nel 1839. L'ufficio postale è attivo dal 1868.